# Obligation alimentaire au Québec
L'obligation alimentaire au Québec est fixée par l'art. 585 du Code civil du Québec et par les articles 15.1 et 15.2 de la Loi sur le divorce.

## Code civil du Québec

### Contexte législatif
Contrairement à la Loi sur le divorce qui ne s'applique qu'aux couples mariés, le Code civil est donc une loi d’application générale qui s’applique à tous les résidents du Québec. L’autorité du Code civil en matière familiale provient de la Loi constitutionnelle de 1867, plus précisément l’art. 92 (13) concernant la propriété et les droits civils dans la province. Les dispositions pertinentes en matière d’obligation alimentaire sont édictées aux art. 585-587 C.c.Q.

### Principe général
L'art. 585. C.c.Q. énonce le principe général que «Les époux et conjoints unis civilement de même que les parents en ligne directe au premier degré se doivent des aliments ». 

### Enfants mineurs
L’expression « parents en ligne directe » de l’art. 585 C.c.Q. s’applique à la fois aux enfants nés de mariages et aux enfants nés d’unions de fait. Ils bénéficient donc du même droit à la pension alimentaire prévue dans le Code civil. Il faut savoir que selon l’art. 522 C.c.Q., tous les enfants dont la filiation est établie ont les mêmes droits et les mêmes obligations, quelles que soient les circonstances de leur naissance.

### Personnes unies civilement
Les personnes unies civilement bénéficient de l'obligation alimentaire. L'union civile n'est pas le mariage, donc elle est régie par le Code civil plutôt que la Loi sur le divorce. La loi québécoise sur l'union civile date de 2002 et elle visait notamment à accommoder les personnes homosexuelles voulant donner un statut juridique à leur vie commune avant que le gouvernement fédéral ne légalise le mariage homosexuel en 2005.

### Conjoints de fait
D'après l'arrêt Québec (Procureur général) c. A, les conjoints de fait n'ont aucune obligation alimentaire entre eux car ils ont choisi de ne pas s'engager dans un mariage.

### Enfants majeurs aux études
D'après la jurisprudence et la doctrine, les enfants majeurs aux études peuvent bénéficier d'une pension alimentaire sous certaines conditions. Selon l’auteure Me Monique Ouellette, « il faut prouver l’absence d’autonomie et la dépendance économique pour des raisons acceptables ». L’arrêt de principe en la matière est Droit de la famille — 138 .

### Parents âgés
Puisque l'obligation alimentaire entre parents et enfants de l'art. 585 C.c.Q. est réciproque, les parents âgés peuvent également réclamer une pension alimentaire de leurs enfants lorsque ceux-ci ont les moyens financiers de payer.

## Loi sur le divorce
Quand un mariage prend fin, les articles 15.1 et 15.2 de la Loi sur le divorce s'appliquent.

### Ordonnance alimentaire pour un enfant à charge
D'après l'art. 15.1 L.D., «  Sur demande des époux ou de l’un d’eux, le tribunal compétent peut rendre une ordonnance enjoignant à un époux de verser une prestation pour les aliments des enfants à charge ou de l’un d’eux. » ; 

### Ordonnance alimentaire pour un époux
D'après l'art 15.2 L.D., « Sur demande des époux ou de l’un d’eux, le tribunal compétent peut rendre une ordonnance enjoignant à un époux de garantir ou de verser, ou de garantir et de verser, la prestation, sous forme de capital, de pension ou des deux, qu’il estime raisonnable pour les aliments de l’autre époux. »

## Différences entre les deux lois
Plusieurs experts juridiques ont constaté que la Loi sur le divorce crée des conditions plus avantageuses pour les enfants nés de mariages, alors que de plus en plus d'enfants naissent d'unions de fait. Le rapport du Comité consultatif du droit de la famille, présidé par le professeur Alain Roy, a recommandé de modifier la loi afin d'abolir les distinctions juridiques entre enfants nés de mariages et enfants nés d'unions de fait.
Parmi les différences juridiques que les experts ont noté entre les deux lois, il y a l'impossibilité pour le parent gardien d'un enfant issu d'une union de fait de percevoir une pension alimentaire, l'octroi d'une pension alimentaire moins généreuse en droit civil que la pension alimentaire de la Loi sur le divorce, la non-reconnaissance du statut juridique in loco parentis en droit civil, l'absence du partage du patrimoine familial quand les conjoints de fait ont eu des enfants et l'inexistence de la protection de la résidence familiale lorsque les parents ne sont pas mariés. Les enfants nés de mariages ne subissent pas ces désavantages juridiques, d'où les efforts de juristes progressistes pour faire évoluer la législation québécoise actuelle.
Dans l'arrêt de principe Québec (Procureur général) c. A, les juges de la Cour suprême du Canada ont affirmé que ces différences juridiques ne sont pas inconstitutionnelles, avec la nuance qu'ils ont surtout examiné la situation des conjoints de fait plutôt que celle des enfants des conjoints de fait, quoique les mêmes lois trouvent application dans les deux cas.